# Narghilè

Una donna persiana con il narghilè (qalyan), 1900, Iran.

Il narghilè o narghilé (dal francese narguilé, a sua volta dal persiano نارگیل (nārkail) "noce di cocco") è uno strumento per il fumo composto di un contenitore d'acqua, spesso profumata, al cui interno è fatta passare una spirale che consente al fumo di raffreddarsi prima di giungere alla bocca del fumatore attraverso un tubicino flessibile o, più raramente, rigido.

## Utilizzo
È più frequentemente chiamato šīša (pronunciato "sciscia") e nell'area ex-sovietica kaljan (кальян), termine d'origine turca che significa "bottiglia" (e, in persiano, "vetro"), adottato in gran parte dei Paesi arabi. Il fumo è prodotto da un insieme di foglie di tabacco, spesso Golden Virginia, impregnato di melassa, che è tenuto sotto un foglietto di metallo bucherellato, sul quale è poggiata una brace di carbone. Quando il fumo è aspirato risulta essere quindi più fresco e depurato del fumo di pipa. Esistono altre alternative, per esempio degli speciali minerali in grado di assorbire la melassa da utilizzare come alternativa al tabacco, quindi senza nicotina.

## Storia e diffusione
Il narghilè proviene dall'Egitto, dove era composto inizialmente da una noce di cocco con delle canne di bambù come tubi rotondi. In questo stesso Paese le classi meno abbienti tendevano a usare, specie in passato, un contenitore d'acqua più panciuto, chiamato gōzā ("noce" in arabo) che aveva una piccola pipa che era fissata all'imboccatura del vaso. La maggior flessibilità del narghilè ne ha decretato però il successo e la più ampia diffusione. Come in India, un termine usato in Tunisia è anche hoqqa (letteralmente "vaso") o hooka, mentre in Afghanistan si usa čilīm e in Iran qalyān, in Albania invece viene indicato col termine shisha (che letteralmente significa "bottiglia"). In questi Paesi fumare con il narghilè è un rito comune a molte persone e simboleggia unione, amicizia e fratellanza. Il tabacco utilizzato per il narghilè si chiama maassel e ci sono tante fragranze, molte delle quali alla frutta.

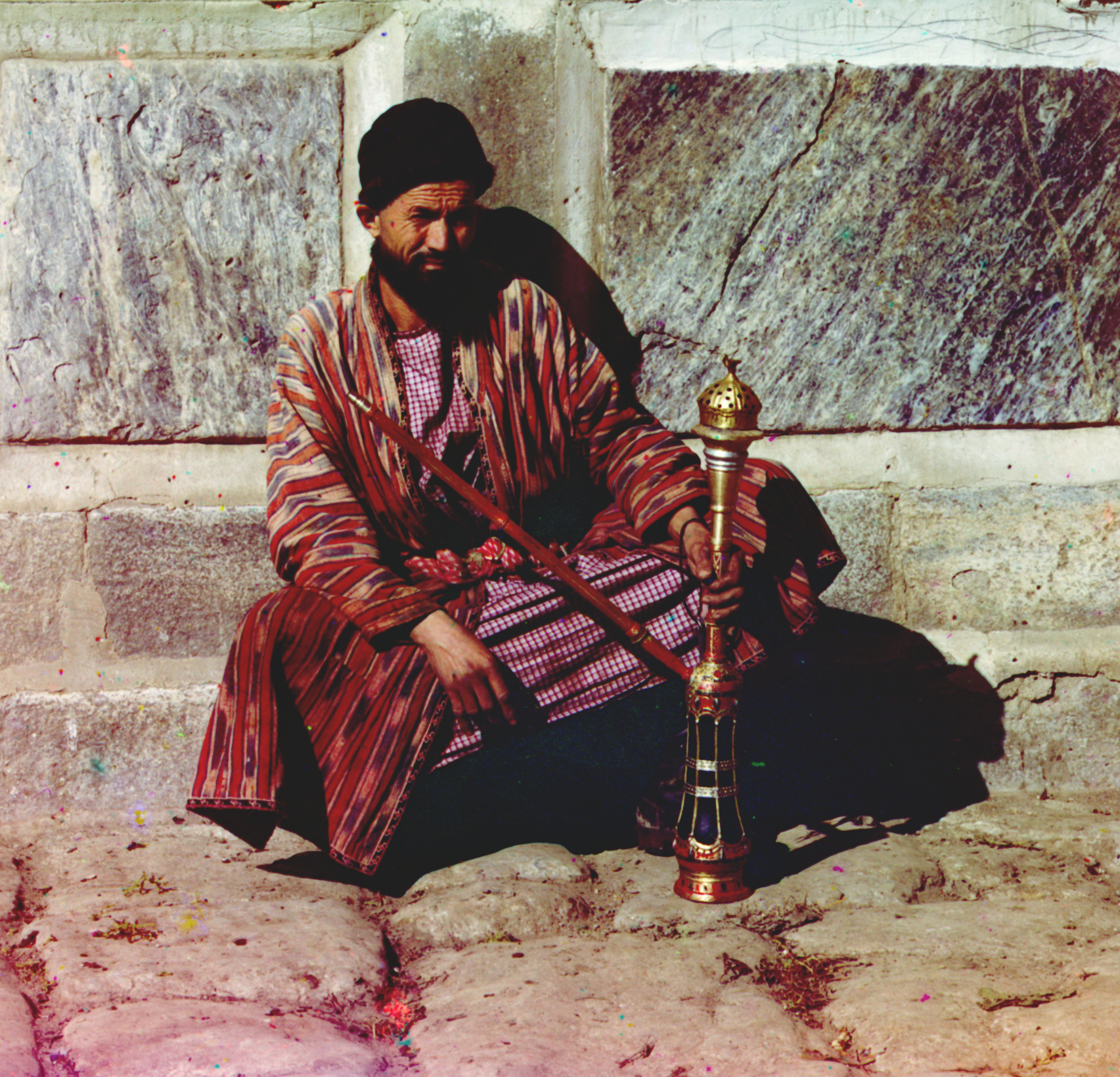
Uomo che fuma con una pipa ad acqua (hoqqa).

Malgrado reiterati tentativi degli ambienti più oltranzisti religiosi e istituzionali islamici di vietare il fumo del tabacco, la pratica è rimasta ampiamente diffusa e si è diffusa anche in Occidente.

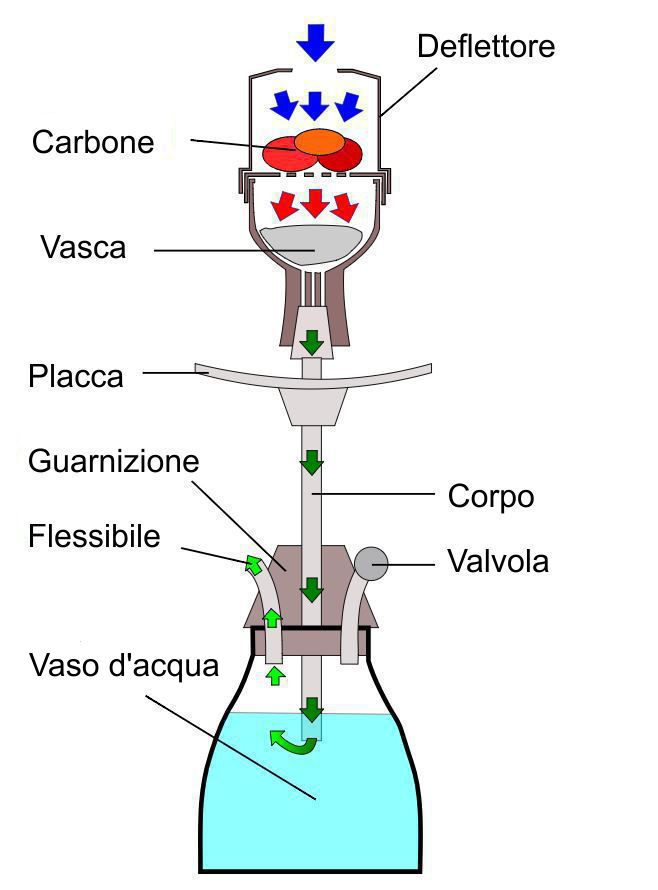
Schema di funzionamento del narghilè.

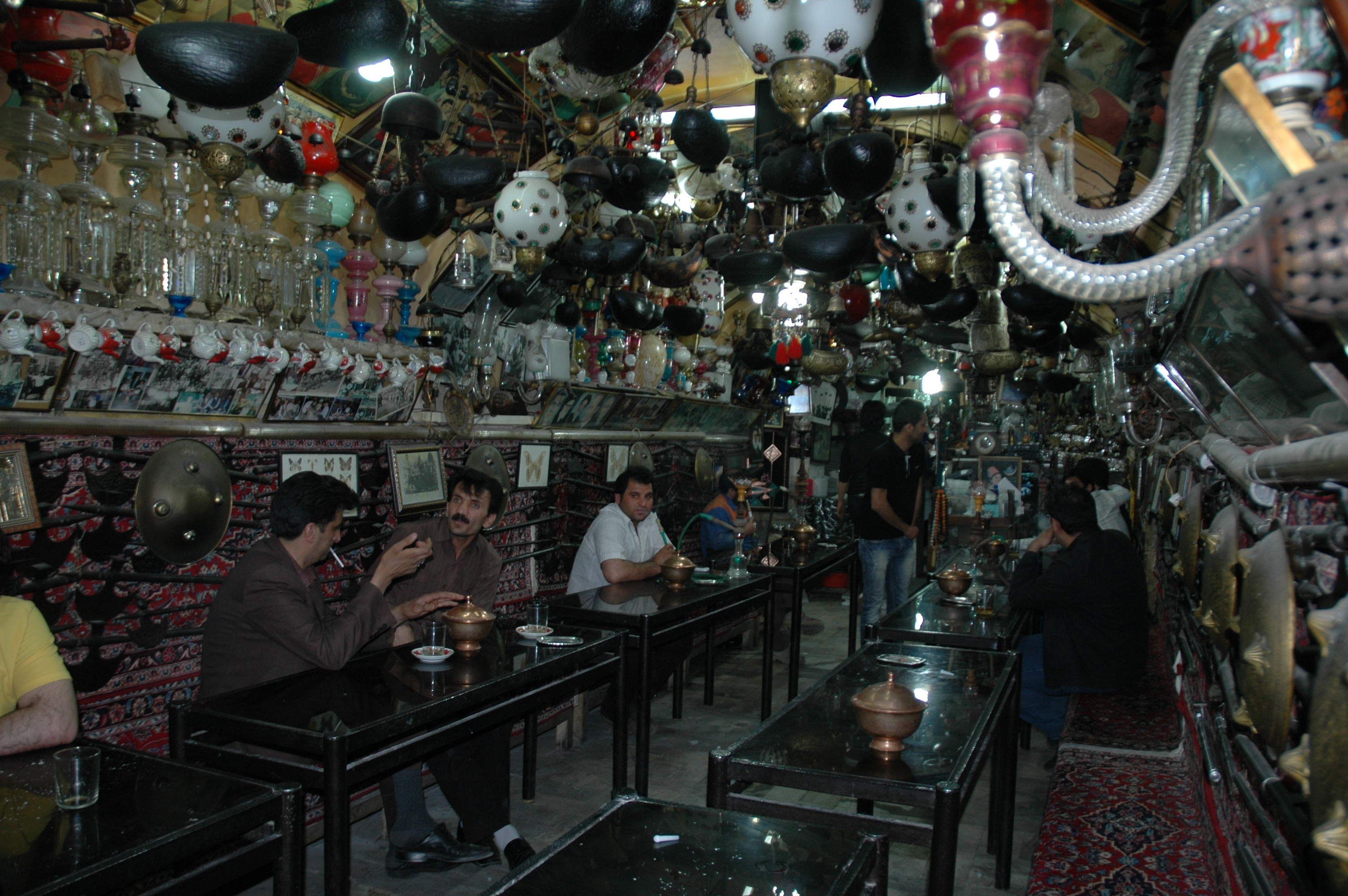
Un locale per fumatori di narghilè a Esfahan, Iran